# Pistola de luz

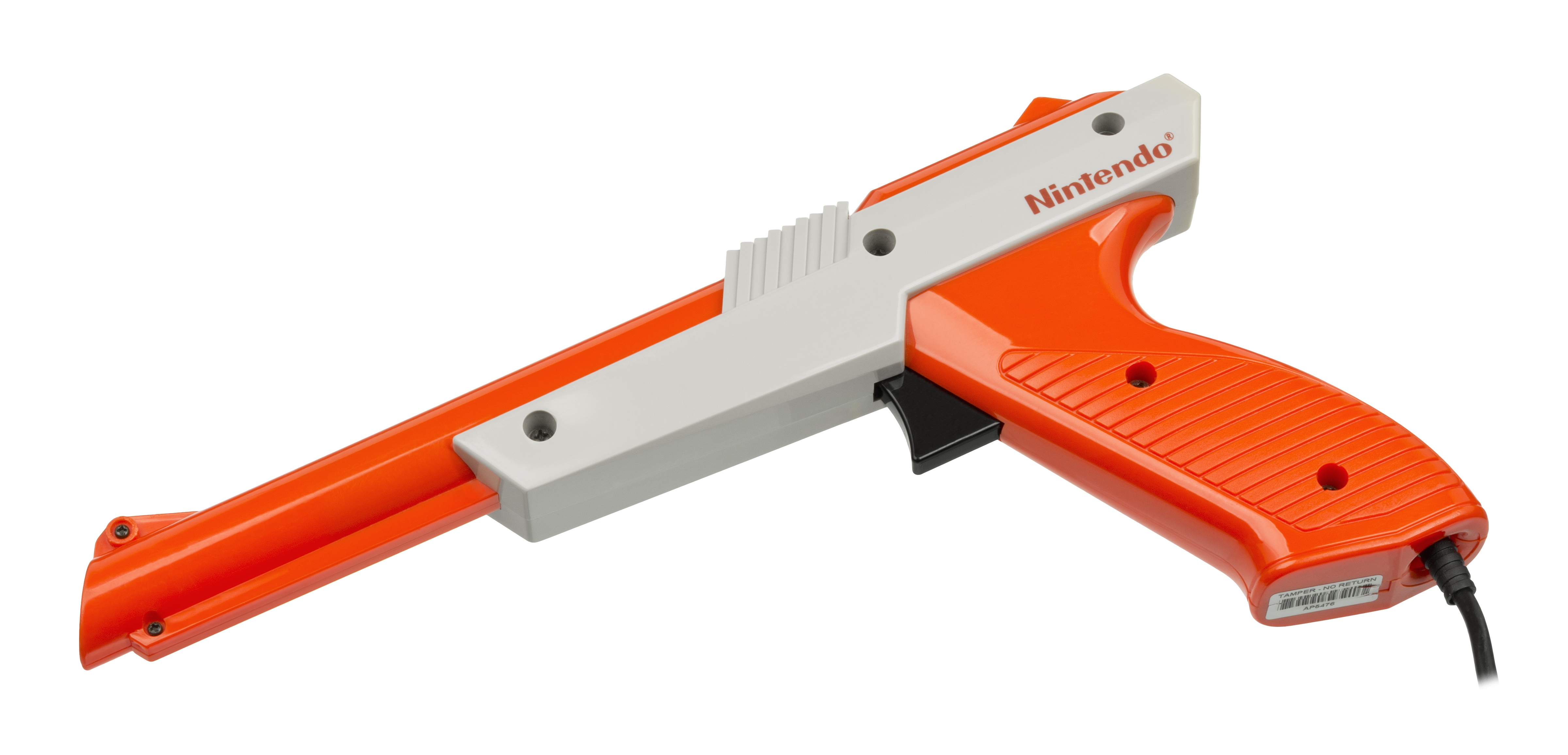
NES Zapper

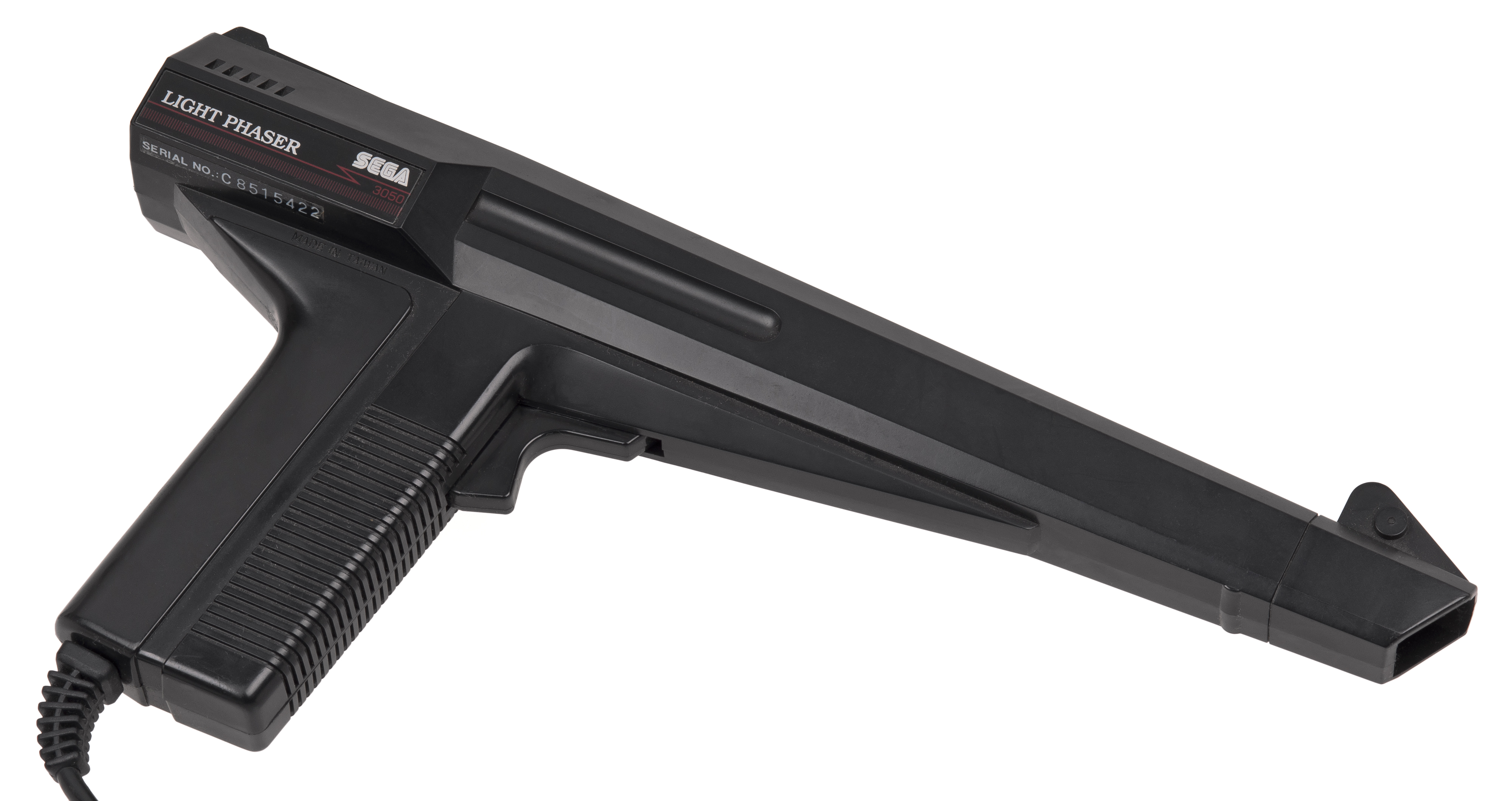
Light Phaser para o Master System

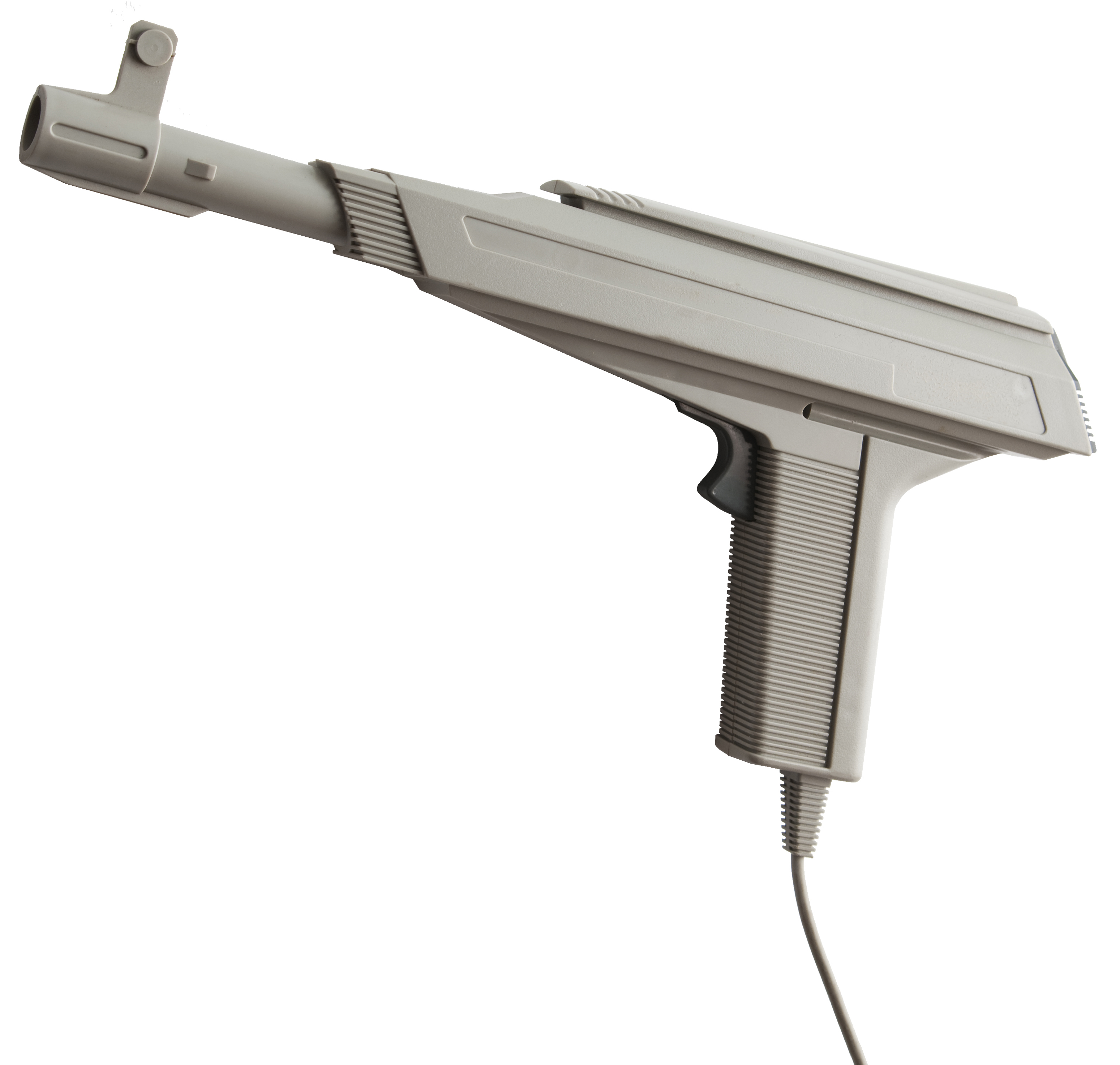
Atari XG-1

Uma pistola de luz é um dispositivo de indicação para computadores e um dispositivo de controle para fliperamas e jogos eletrônicos, normalmente com o formato de uma pistola.

## História
As primeiras armas de luz foram produzidas na década de 1930, seguindo o desenvolvimento dos tubos de vácuo com detecção de luz. Em 1936, a tecnologia foi introduzida em jogos de tiro arcade, começando com Seeburg Ray-O-Lite.
Esses jogos evoluíram ao longo das décadas subsequentes, culminando no Periscope da Sega, lançado em 1966 como o primeiro jogo de sucesso da empresa, que exige que o jogador mire em navios de papelão. Periscope é um dos primeiros jogos eletromecânicos, e o primeiro jogo de arcade a custar um quarto por jogo. O jogo Missile da Sega de 1969 apresenta som eletrônico e uma tira de filme em movimento para representar os alvos em uma tela de projeção, e seu jogo Killer Shark de 1972 apresenta uma arma leve montada com alvos cujos movimentos e reações são exibidos usando projeção de imagem traseira em uma tela. A Nintendo lançou o Beam Gun em 1970 e o Laser Clay Shooting System em 1973, seguido em 1974 pelo jogo de arcade Wild Gunman, que usa projeção de filme para exibir o alvo na tela. Em 1975, a Sega lançou os primeiros jogos cooperativos de tiro com armas de luz Balloon Gun e Bullet Mark.

### Alvos sequenciais
O primeiro método de detecção, usado pelo NES Zapper, envolve desenhar cada alvo sequencialmente em luz branca depois que a tela escurece. O computador sabe que se o diodo detectar luz enquanto desenha um quadrado (ou após a atualização da tela), então esse é o alvo para o qual a arma está apontada. Essencialmente, o diodo informa ao computador se o jogador acertou alguma coisa ou não, e para n objetos, a sequência de desenho dos alvos informa ao computador qual alvo o jogador acertou após 1 + ceil(log2(n)) atualizações (uma atualização para determinar se algum alvo foi atingido e ceil(log2(n)) para fazer uma busca binária pelo objeto que foi atingido).
Um efeito colateral disso é que, em alguns jogos, um jogador pode apontar a arma para uma lâmpada ou outra fonte de luz brilhante, puxar o gatilho e fazer com que o sistema detecte falsamente um acerto no primeiro alvo todas as vezes. Alguns jogos levam em conta isso detectando se todos os alvos parecem corresponder ou exibindo uma tela preta e verificando se nenhum alvo corresponde.

### Emissores infravermelhos
O Wii Remote usa uma câmera de vídeo infravermelha no controle portátil, em vez de um simples sensor. Wesley Yin-Poole afirmou que o Wii Remote não era tão preciso quanto uma pistola leve tradicional.
GunCon 3 é uma arma de luz infravermelha usada em jogos de arcade.

### Posicionamento retangular
O posicionamento retangular é semelhante à captura de imagem, exceto que desconsidera quaisquer detalhes na tela e determina apenas o contorno retangular da tela do jogo. Ao determinar o tamanho e a distorção do contorno retangular da tela, é possível calcular exatamente para onde a arma leve está apontando. Este método foi introduzido pelo Sinden Lightgun.

## Arma posicional
A arma posicional é comum em fliperamas, como uma alternativa não ótica a uma arma leve. A arma posicional é montada permanentemente em um suporte giratório no gabinete, como um joystick analógico para apontar a mira na tela. Normalmente é mais caro inicialmente, mas mais fácil de manter e reparar. Os jogos de armas posicionais incluem Silent Scope, a versão arcade de Resident Evil Survivor 2, Space Gun, Revolution X e Terminator 2: Judgment Day. As conversões de console podem usar armas leves.
Uma arma posicional é essencialmente um joystick analógico que registra a posição da arma para determinar a mira do jogador na tela. A arma deve ser calibrada, o que geralmente acontece após ser ligada. Os primeiros exemplos de uma arma posicional incluem Sea Devil da Sega em 1972, Attack da Taito em 1976 e Cross Fire em 1977 e Battle Shark da Nintendo em 1978.